# Bright Eyes (filme)
Bright Eyes (bra: Olhos Encantadores) é um filme estadunidense de 1934, do gênero comédia dramática, dirigido por David Butler e protagonizado por Shirley Temple.
É o primeiro oficialmente protagonizado por Temple e o primeiro em cujo pôster se lê seu nome acima do título.[carece de fontes?]

## Sinopse
Shirley Blake (Shirley Temple) e sua mãe, Mary (Lois Wilson), dona de casa, moram na casa dos patrões, a rica família Smythe, que são Anita (Dorothy Christy), J. Wellington (Theodore von Eltz) e Joy (Jane Withers). O pai de Shirley, que é um aviador, morre em um acidente, e a menina acaba passando a maior parte do tempo no aeroporto de Glendale, Califórnia, com seu padrinho, com um piloto chamado James "Loop" Merritt (James Dunn) e com seu cachorro Rags.
Quando a mãe de Shirley foi morta em um acidente de trânsito, os Smythe pensam em levar a menina a um orfanato. Mas, o debilitado, mas excêntrico e também patriarca da família, Tio Ned (Charles Sellon), insiste em deixar a menina morar na casa. Os outros por contra vontade, acabam aceitando o pedido do Tio, mesmo com que façam a menina não se sentir bem vinda. Também acaba surgindo conflitos entre Loop e Tio Ned, para ver que vai ficar com a menina, mas por fim, tudo se resolve quando Tio Ned, Loop com sua noiva Adele (Judith Allen) e Shirley decidem viverem juntos.

## Elenco
- Shirley Temple - Shirley Blake
- James Dunn - James "Loop" Merritt
- Lois Wilson - Mary Blake
- Judith Allen - Adele Martin
- Charles Sellon - tio Ned Smythe
- Theodor von Eltz - J. Wellington Smythe
- Dorothy Christy - Anita Smythe
- Jane Withers - Joy Smythe
- Brandon Hurst - Higgins
- Jane Darwell - sra. Elizabeth Higgins
- Walter Johnson - Thomas
- George Irving - juiz Thompson

## Prêmios e indicações
Temple recebeu um Academy Award em miniatura, em 27 de Fevereiro de 1935, por esse filme e por Little Miss Marker.[carece de fontes?]